# 청줄청소놀래기
청줄청소놀래기(학명: Labroides dimidiatus)는 동아프리카 연안과 홍해에서부터 프랑스령 폴리네시아에 이르는 대양에 분포하는 놀래기목 해수어의 일종이다. 청소놀래기속에 속한 여타 어종처럼 자기보다 몸집이 더 큰 어종 가까이 붙어 살면서 피부조직에 기생하는 기생충을 먹어치우는 대신 안전을 보장받는 상리 공생적 생태를 지닌다. 또한 비록 논란거리이지만 거울 검사를 통과하는 등 지능이 일정 수준 이상으로 뛰어난 어종으로도 알려져 있다.